# Летрон
Летрон (фр. Leytron) — громада  в Швейцарії в кантоні Вале, округ Мартіньї.

## Географія
Громада розташована на відстані близько 90 км на південь від Берна, 13 км на захід від Сьйона.
Летрон має площу 26,8 км², з яких на 6,3% дозволяється будівництво (житлове та будівництво доріг), 27% використовуються в сільськогосподарських цілях, 30,1% зайнято лісами, 36,6% не є продуктивними (річки, льодовики або гори).

## Демографія
2019 року в громаді мешкало 3222 особи (+19,2% порівняно з 2010 роком), іноземців було 17,6%. Густота населення становила 120 осіб/км².
За віковим діапазоном населення розподілялося таким чином: 17,9% — особи молодші 20 років, 57% — особи у віці 20—64 років, 25,1% — особи у віці 65 років та старші. Було 1493 помешкань (у середньому 2,1 особи в помешканні).
Із загальної кількості 1438 працюючих 272 було зайнятих в первинному секторі, 312 — в обробній промисловості, 854 — в галузі послуг.